# Idanell Brill Connally
Idanell Brill „Nellie“ Connally (* 24. Februar 1919 in Austin; † 1. September 2006 ebenda) war von 1963 bis 1969 die First Lady von Texas; sie war 53 Jahre mit dem Gouverneur John Connally verheiratet.

## Leben
Idanell war das älteste von fünf Kindern von Arno William Brill (13. November 1896–2. August 1968) und dessen Frau Kathleen Annie (geborene Inks, 22. Dezember 1900–1. August 1996). Ihr Vater, ein Jäger und Fischer, arbeitete gemeinsam mit seinem Vater August William Brill (1. Mai 1872–12. September 1954) im Ledergeschäft der Familie, in dem sie unter anderem Holster für die Texas Rangers herstellten. Ihre Mutter war eine lebhafte, willensstarke Frau, die sich von Enttäuschungen nicht aufhalten ließ. Eigentlich wollte Idanell Schauspielerin werden und sprach unter anderem vor für die Rolle der „Scarlet O’Hara“ für den Film Vom Winde verweht. Sie lernte John Connally 1937 als junge Studentin an der University of Texas kennen. Das Paar heiratete am 21. Dezember 1940 und bekam vier Kinder, Kathleen, Sharon, Mark und John III. Ab März 1957 traf sich ihre sechzehnjährige Tochter Kathleen mit dem achtzehnjährigen Bobby Hale, dem Sohn eines ehemaligen Footballstars der Texas Christian University. Bald ahnten die Connallys, dass ihre Tochter schwanger war. Kathleen verneinte dies und es kam zum Streit mit ihrem Vater. Schließlich schlug John Connally seine Tochter, was sich als folgenschweres Ereignis erweisen sollte. Am nächsten Morgen begab sich John Connally auf eine mehrtägige Geschäftsreise nach Washington. In der folgenden Nacht packte Kathleen ihre Habseligkeiten in den Kombi der Familie und fuhr davon, obwohl ihre Mutter versuchte sie zum Bleiben zu bewegen. Kathleen lebte für kurze Zeit mit ihrem Freund in einer heruntergekommenen Pension in Tallahassee. Sie starb 1958 an einer Schussverletzung, die sie sich vermutlich selbst zugefügt hatte.

## Dallas 1963

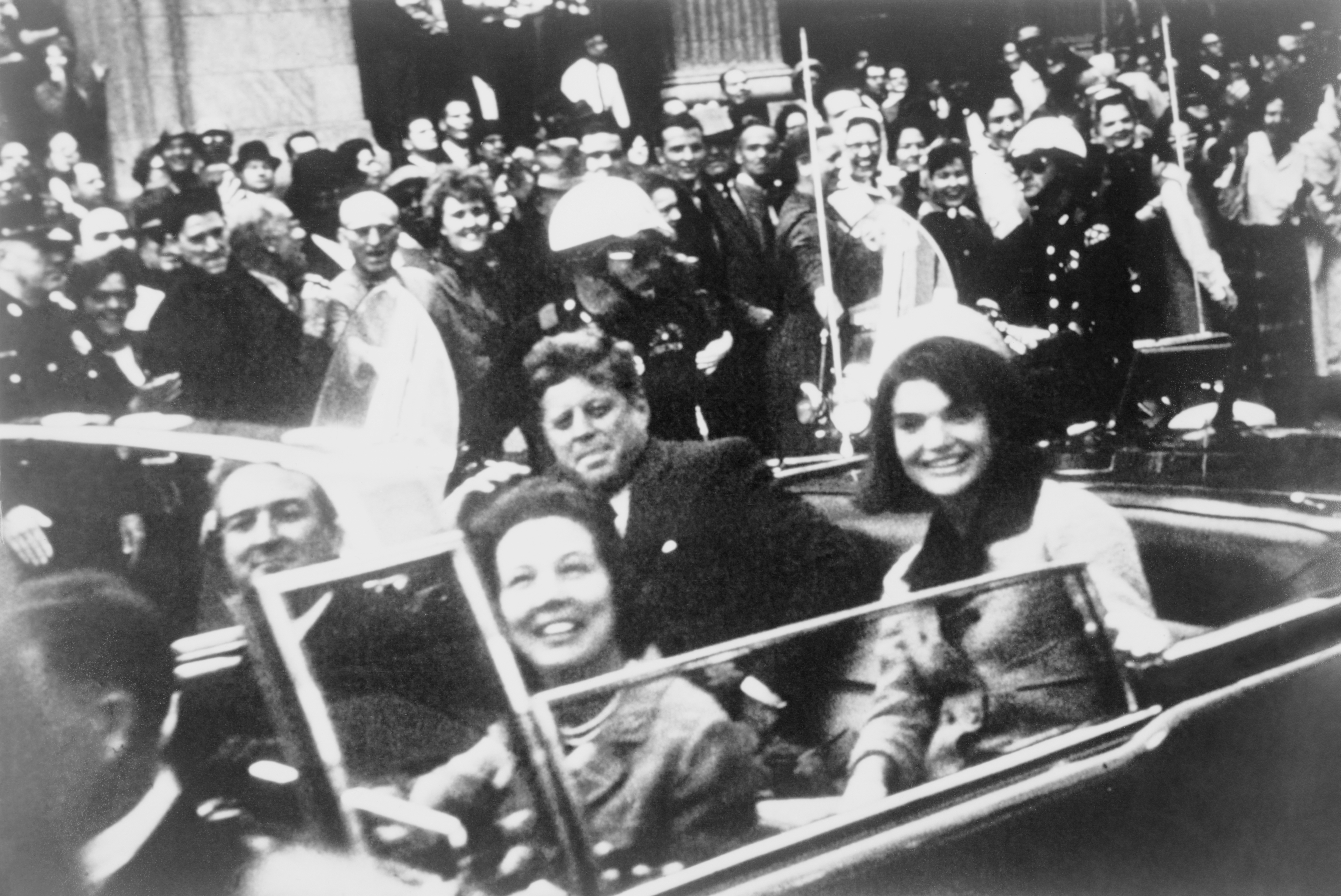
Nellie Connally (vorne) kurz vor dem Attentat

Nellie Connally war die letzte Überlebende der Insassen des Fahrzeugs bei dem Attentat auf John F. Kennedy am 22. November 1963 in Dallas. Sie saß mit ihrem Mann in der mittleren Reihe vor dem Präsidenten und seiner Frau und blieb unverletzt. Kurz zuvor, als sich der Konvoi durch die jubelnde Menge schob, wandte sich zu Kennedy um und sagte:

“Mr. President, you can’t say Dallas doesn’t love you.”

„Herr Präsident, Sie können nicht sagen, dass Dallas sie nicht liebt.“

Gerade als sie den Satz beendet hatte, fielen in rascher Folge drei Schüsse. John Connally sackte nach dem zweiten Schuss verletzt zusammen.

## Soziales Engagement
Nellie Connally machte es sich zur Aufgabe, arme und kranke Menschen in Texas zu unterstützen und sammelte Geld für wohltätige Organisationen. 1989 waren unter anderem Richard Nixon, Barbara Walters und Donald Trump bei einer Gala anwesend, die ihr zu Ehren veranstaltet wurde und bei der für die Diabetesforschung gesammelt wurde.
John und Nellie Connally gerieten nach seinem Ausscheiden aus dem Amt in finanzielle Schwierigkeiten, da seine Privatgeschäfte nicht erfolgreich verliefen. Letztlich mussten sie Insolvenz anmelden.
Nellie Connally war seit 1984 Mitglied des „Board of Visitors“ des University of Texas MD Anderson Cancer Center. Ein Fonds unter ihrem Namen sammelte Millionen für Forschungs- und Patientenprogramme. Das Brustkrebszentrum des Houstoner Krankenhauses ist nach ihr als „Nellie B. Connally Breast Center“ benannt. Sie selbst hatte diese Krankheit mehr als 15 Jahre überlebt. Nachdem sie mehrere Jahrzehnte in Houston gelebt hatte, kehrte sie ein Jahr vor ihrem Tod nach Austin zurück. Sie wurde im Familiengrab der Connallys auf dem Texas State Cemetery in Austin beigesetzt.

## Publikationen (Auswahl)
- The Headliners Club : Nellie Connally remembers, November 8, 1995. VHS-Video
- Nellie Connally, Mickey Herskowitz: From Love Field – our final hours with President John F. Kennedy. 1. Auflage. Rugged Land, New York 2003, ISBN 1-59071-014-2 (Nach ihren Tagebuchaufzeichnungen zum Attentat in Dallas).